# Dendrospora juncicola
Dendrospora juncicola är en svampart som beskrevs av S.H. Iqbal 1972. Dendrospora juncicola ingår i släktet Dendrospora, divisionen sporsäcksvampar och riket svampar.   Inga underarter finns listade i Catalogue of Life.